# Fascia pelvica
La fascia pelvica  è una formazione connettivale. Si divide in viscerale e parietale.

## Anatomia
Il fondo della cavità pelvica si viene a formare grazie a lamine muscolari che rendono la forma di un cono con apice volto in basso e base sullo stretto inferiore circa. I muscoli sono due ed entrambi pari: l'elevatore dell'ano e l'ischio-coccigeo.
L'elevatore dell'ano anteriormente nasce dal corpo del pube, postero-lateralmente dalla spina ischiatica e da un arco tendineo interposto fra questi luoghi, corrispondente ad ispessimento della fascia pelvica stessa. Un setto divide il muscolo in due componenti, che corrispondono ai fasci pubo-coccigei e ileo-coccigei. I pubo-coccigei sono i più vasti del diaframma pelvico e sostengono i visceri pelvici. Volgono posteriormente e nella donna formano il m. sfintere della vagina. Le fibre di ciascun lato si vanno ad incrociare. Alcune vanno al canale anale, ma la maggior parte si portano al rafe, che si tende tra canale anale e coccige. Altre ancora vanno nella giunzione ano-rettale costituendo un'importantissima ansa che allontana l'ano dal pube, dando luogo alla formazione di un importantissimo sfintere. Le fibre ileo-coccigee si dirigono in basso, medialmente e all'indietro per inserirsi sul coccige. L'elevatore dell'ano è innervato da II e III ramo anteriore sacrale.
L'ischio-coccigeo ha forma triangolare, è piatto, dunque, ed ha inserzione sulla spina ischiatica per volgere poi verso il sacro ed il coccige. Con la sua contrazione sposta anteriormente il coccige stesso permettendo l'evacuazione fecale. L'ischio-coccigeo è innervato dal III e IV nervo anteriore sacrale.